# Кинтанар, Луис де
Хосе Луис де Кинтанар Сото-и-Руис (англ. José Luis de Quintanar y Soto; 22 декабря 1772, Сан-Хуан-дель-Рио, Керетаро — 16 ноября 1837, Мехико) — мексиканский военный, политический и государственный деятель, член триумвирата, вместе с юристом Педро Велесом и историком Лукасом Аламаном, руководителями восстания против Боканегры, исполнявший функции временного правительства. Генерал дивизии.

## Биография
Начал военную службу в испанской колониальной армии в чине лейтенанта драгунского полка в 1801 году. Его военная карьера на службе испанскому королю прошла в этом подразделении, где он дослужился до звания бригадного генерала. Во время мексиканской войны за независимость сражался на стороне королевской Испании до 1821 года, после чего присоединился к Игуальскому плану и ему было присвоено звание генерала дивизии.
Проявил себя видным деятелем мексиканской политики. Участвовал в мексиканской войне за независимость.
После обретения Мексикой независимости, поддержал коронацию Агустина де Итурбиде как императора Мексики, и тот назначил его руководителем штата Халиско (1822—1824).
В 1822 году был избран депутатом от Сан-Хуан-дель-Рио на учредительном конгрессе. В конце 1823 года ушел в отставку, но вскоре был назначен губернатором Халиско. В январе 1824 года Кинтанар обнародовал декрет Конгресса об освобождении всех рабов.
Куинтанар был решительным сторонником своего друга Анастасио Бустаманте, лидера так называемого плана Халапы против Висенте Герреро и его бывшего вице-президента.
В 1829 году президент Бустаманте назначил Кинтанара председателем Верховного военного трибунала.